# Günter Böhme (Politiker, 1943)
Günter Böhme (* 16. Juli 1943 in Heidenau) ist ein ehemaliger SED-Funktionär und-Politiker sowie Funktionär der FDJ. Er war Abgeordneter der Volkskammer und Abteilungsleiter im Zentralkomitee der SED.

## Leben
Böhme entstammte einer Arbeiterfamilie. Als Schüler einer Oberschule trat er 1957 der FDJ bei. Nach Abschluss der Schule absolvierte er zwischen 1960 und 1963 eine Ausbildung zum Landwirtschaftlichen Facharbeiter mit Abitur im VEG Siethen. Noch während der Ausbildung wurde er 1961 Mitglied der SED.
Den erlernten Beruf übte er nach Beendigung der Ausbildung jedoch nicht aus, sondern wurde bereits 1963 hauptamtlicher Funktionär der FDJ und war zunächst 1963/64 als Sekretär der FDJ-Kreisleitung Zossen tätig. Nach einem einjährigen Studium an der Komsomol-Hochschule in Moskau wurde er 1965 Erster Sekretär der FDJ-Kreisleitung Zossen und fungierte anschließend von 1967 bis 1969 als Zweiter Sekretär der FDJ-Bezirksleitung Potsdam. Von 1969 bis 1973 war er Erster Sekretär der FDJ-Bezirksleitung Potsdam und gehörte in dieser Funktion der SED-Bezirksleitung, auch dem Sekretariat der SED-Bezirksleitung an.
1973 wechselte er als Mitglied in das Büro des Zentralrates der FDJ und war bis 1982 auch Sekretär des Zentralrates. Zugleich gehörte Böhme zwischen 1974 und 1981 als Vertreter der FDJ auch dem Präsidium des Bundesvorstandes des Deutschen Turn- und Sportbundes und dem Komitee für Körperkultur und Sport der DDR sowie dem Präsidium des Bundesvorstandes des FDGB an. 1977/78 absolvierte er ein Studium an der Parteihochschule „Karl Marx“.
1983 begann Böhme seine Tätigkeit im zentralen Parteiapparat der SED als stellvertretender Leiter der Abteilung Staat und Recht des Zentralkomitees (ZK) des SED und war dann für kurze Zeit 1989 – als Nachfolger von Klaus Sorgenicht – Leiter dieser Abteilung.

### Abgeordneter
Böhme war von 1965 bis 1969 Abgeordneter des Kreistages Zossen, von 1971 bis 1973 Abgeordneter des Bezirkstages Potsdam und gehörte von 1976 bis März 1990 als Mitglied der Volkskammer an. Er leitete von 1976 bis 1982 die FDJ-Fraktion und war bis 1986 Mitglied des Jugendausschusses, danach stellvertretender Vorsitzender des Ausschusses für Haushalt und Finanzen. Sein Nachfolger als Vorsitzender der FDJ-Fraktion wurde 1982 Hans-Joachim Willerding.

## Auszeichnungen
- Vaterländischer Verdienstorden in Bronze (1973), in Silber (1980) und in Gold (1988).
- Kampforden „Für Verdienste um Volk und Vaterland“ in Silber